# Adolf von Harnack
Adolf von Harnack (Dorpat, Estónia, 7 de maio de 1851 – Heidelberg, 10 de junho de 1930) foi um teólogo alemão, além de historiador do cristianismo. Suas duas obras mais conhecidas são o Lehrbuch der Dogmengeschichte ("Manual de história do dogma", em três volumes) e a série de palestras Das Wesen des Christentums ("A essência do cristianismo"), texto clássico da teologia liberal.
Harnack recebeu diversas condecorações, entre outros, em 1902 a Ordem Pour le Mérite para as Ciências e as Artes, da qual foi chanceler de 1920 até a sua morte em 1930.

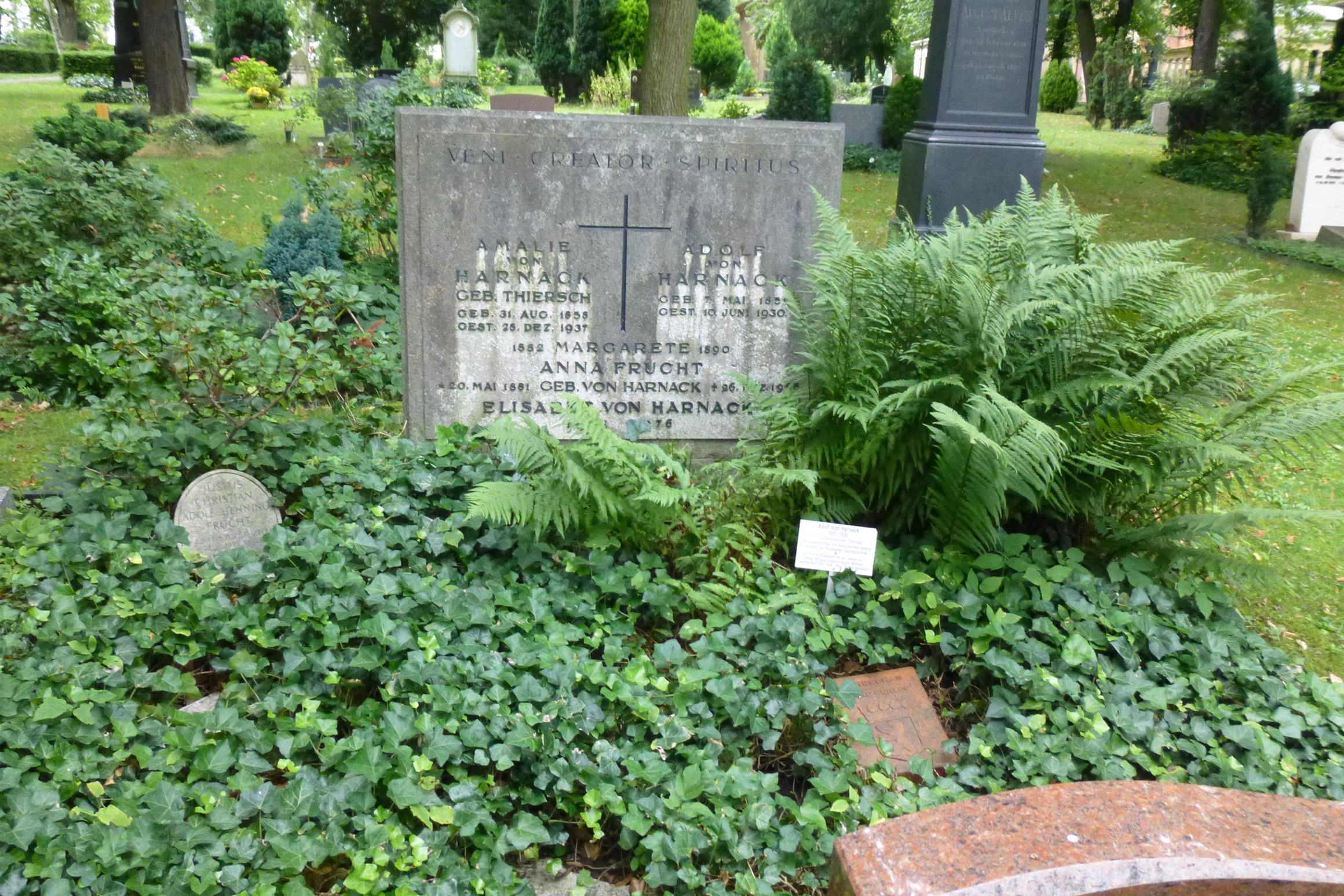
Sepultura da família von Harnack no Alter St.-Matthäus-Kirchhof Berlin

Sua sepultura está localizada no Alter St.-Matthäus-Kirchhof Berlin.

## Obras selecionadas
- Lehrbuch der Dogmengeschichte. 3 vol. 1886–1890 (4. edição 1909/1910)
- Die Mission und Ausbreitung des Christentums in den ersten drei Jahrhunderten. Leipzig 1902 (4. edição. 1924). Tradução em inglês (da 2. edição em alemão), versão online disponível: The Mission and Expansion of Christianity in the First Three Centuries, trad. por James Moffatt, 2. ed. Londres: Williams and Norgate / Nova Iorque: G.P. Putnam's Sons 1908 (Theological Translation Library 19–20)
- Geschichte der altchristlichen Literatur. 3 vol., Leipzig 1893–1904
- Das Wesen des Christentums. Leipzig 1900 (última edição 2007), ISBN 978-3-16-149388-1
- Reden und Aufsätze. 7 Bde., Gießen 1904–1930
- Marcion. Das Evangelium vom fremden Gott. Leipzig 1921 (2. ed. 1924) (versão online)